# 結束バンドの歌ってみた
『きらら トリビュート コレクション 「結束バンドの歌ってみた」』（きらら トリビュート コレクション けっそくバンドのうたってみた）は、日本のテレビアニメ『ぼっち・ざ・ろっく!』の作中に登場するバンド「結束バンド」によるカバー・アルバム。2024年12月25日にアニプレックスより発売された。

## 概要
2024年9月21日から9月29日まで開催された『まんがタイムきらら展FINAL』にて展開された特別音楽コンテンツ『「ぼっち・ざ・ろっく！」結束バンドのきららアニソン歌ってみた』にて、結束バンドのメンバー4人がまんがタイムきららのアニメ作品である『けいおん!』『ご注文はうさぎですか?』『キルミーベイベー』『ゆるキャン△』『桜Trick』のアニメ主題歌計5曲をカバー（歌ってみた）した音源が来場者のスマートフォンにて有料で視聴できたが、その音源にドラマパートを追加しCD化したもの。
ジャケットは、原作者のはまじあきによる描き下ろし。また、店舗共通特典としてジャケットイラストステッカーが用意された。

## 収録内容
| #         | タイトル                                      | 作詞      | 作曲      | 歌唱                   | 時間  |
| --------- | --------------------------------------------- | --------- | --------- | ---------------------- | ----- |
| 1.        | 「ドラマパート ある日の結束バンド 〜その1〜」 |           |           |                        | 5:25  |
| 2.        | 「Cagayake!GIRLS」                            | 大森祥子  | Tom-H@ck  | 喜多郁代（長谷川育美） | 4:10  |
| 3.        | 「Daydream café」                             | 畑亜貴    | 大久保薫  | 山田リョウ（水野朔）   | 3:48  |
| 4.        | 「キルミーのベイベー!」                       | 藤本功一  | EXPO      | 後藤ひとり（青山吉能） | 2:33  |
| 5.        | 「SHINY DAYS」                                | 永塚健登  | 新田目翔  | 伊地知虹夏（鈴代紗弓） | 4:22  |
| 6.        | 「Won(*3*)Chu KissMe!」                       | Funta3    | Funta     | 喜多郁代（長谷川育美） | 4:45  |
| 7.        | 「ドラマパート ある日の結束バンド 〜その2〜」 |           |           |                        | 4:26  |
| 合計時間: | 合計時間:                                     | 合計時間: | 合計時間: | 合計時間:              | 29:29 |

### 解説
1. ドラマパート ある日の結束バンド 〜その1〜
2. Cagayake!GIRLS
  - 『けいおん!』オープニングテーマ。オリジナルは桜高軽音部[メンバー 1]。
3. Daydream café
  - 『ご注文はうさぎですか?』オープニングテーマ。オリジナルはPetit Rabbit's[メンバー 2]。
4. キルミーのベイベー!
  - 『キルミーベイベー』オープニングテーマ。オリジナルはやすなとソーニャ[メンバー 3]。
5. SHINY DAYS
  - 『ゆるキャン△』オープニングテーマ。オリジナルは亜咲花。
6. Won(*3*)Chu KissMe!
  - 『桜Trick』オープニングテーマ。オリジナルはSAKURA*TRICK[メンバー 4]。
7. ドラマパート ある日の結束バンド 〜その2〜

## 演奏
- 田中駿汰：Drums (#2.5)
- 須長和広：Bass (#2.5)
- maimie：Chorus (#2.3.5.6)
- 細見遼太郎：Arrangement (#2)
- 岡村大輔：Arrangement (#3)
- Pan (LIVE LAB.)：Arrangement (#4)
- 秋田涼一：Arrangement (#5)
- 赤山コウ：Arrangement (#6)